# Quartz (publicação)
Quartz é um site de notícias em inglês americano de propriedade da G/O Media. Focado em notícias de negócios internacionais, foi fundado em 2012 pela Atlantic Media na cidade de Nova York como um "meio de notícias digitalmente nativo para empresários na nova economia global". Inicialmente não tinha acesso pago, depois teve, e depois abandonou-o.

## História
Em 24 de setembro de 2012, Quartz lançou seu site, projetado para entregar conteúdo principalmente para usuários de celulares e tablets. Os membros de sua equipe fundadora eram de organizações de notícias como Bloomberg, The Economist, The New York Times e The Wall Street Journal. De acordo com seu site, a equipe do Quartz atua em 115 países e fala 19 idiomas. A publicação foi inicialmente liderada por Kevin Delaney, ex-diretor administrativo do WSJ.com, Zach Seward, ex-editor de mídia social do WSJ, e Gideon Lichfield, editor de notícias globais do The Economist, entre outros editores.
A sede do Quartz está localizada em Nova York. Também possui correspondentes e repórteres baseados em Hong Kong, Índia, Londres, Los Angeles, Tailândia, Washington DC e outros lugares.
Em 2014, o Quartz se expandiu para a Índia, lançando o Quartz India. Em 2015, lançou o Quartz Africa, com foco na África.
Em 2015, lançou o Atlas, uma plataforma de construção de gráficos.
Em 2015, teve publicações específicas para África, Hong Kong, Índia, Japão e Emirados Árabes Unidos.
De acordo com a Ad Age, o Quartz faturou cerca de US$ 30 milhões em 2016 e empregou 175 pessoas.
Em 2017, a receita diminuiu para US$ 27,6 milhões à medida que a publicidade diminuía. Em agosto de 2017, o site Quartz recebeu cerca de 22 milhões de visitantes únicos. Aproximadamente 700.000 pessoas assinam sua lista de boletins informativos por e-mail, a qual inclui seu principal Daily Brief.
Em julho de 2018, a empresa japonesa Uzabase (em japonês:  ユーザベース, transl. Yūzabēsu) adquiriu o Quartz da ''Atlantic Media'' por US$ 86 milhões.
Em outubro de 2019, o co-fundador/co-CEO/editor-chefe Kevin Delaney deixou seu cargo. Zach Seward, o segundo funcionário da empresa, tornou-se o novo CEO.
Nesse mesmo mês, a Apple removeu o aplicativo Quartz de sua App Store chinesa, como parte do Grande Firewall, por reportar sobre os protestos de 2019–20 em Hong Kong.
A receita caiu de US$ 11,6 milhões no primeiro semestre de 2019 para US$ 5 milhões no primeiro semestre de 2020. Em novembro de 2020, a Uzabase vendeu o Quartz para a equipe da publicação.
Em abril de 2022, o site foi vendido para a G/O Media.

## Conteúdo
O Quartz é estruturado em torno de uma coleção de fenômenos ou o que chama de "obsessões" em vez de "beats", preferindo que as notícias ou reportagens sejam curtas ou longas, em vez de intermediárias ou médias.
O Quartz costuma usar gráficos, criados por meio de sua ferramenta Atlas. A ferramenta é usada por outras organizações de mídia, incluindo CNBC, FiveThirtyEight, NBC News, New Hampshire Public Radio, NPR, The New Yorker, The Press-Enterprise, a revista CEOWORLD e The Wall Street Journal.